# Клаус Зіберт
Клаус Зіберт  (нім. Klaus Siebert, 29 квітня 1955 — 24 квітня 2016) — німецький тренер з біатлону, колишній східно-німецький спортсмен-біатлоніст, олімпійський медаліст, триразовий чемпіон світу.

## Спортивна кар'єра
Зіберт здобув перемогу в загальному заліку кубка світу 1978-79 років.
Після завершення кар'єри Клаус Зіберт працює тренером, тренував, зокрема, збірну Китаю. Станом на 2013 рік тренує збірну Білорусі.

## Виступи на Олімпіадах
| Олімпіада        | Дисципліна                | Місце |
| ---------------- | ------------------------- | ----- |
| Лейк-Плесід 1980 | спринт 10 км              | 4     |
| Лейк-Плесід 1980 | індивідуальна гонка 20 км | 15    |
| Лейк-Плесід 1980 | естафета 4 х 7,5 км       | 2     |

## Тренерська кар'єра
Тренував юніорську збірну НДР (1984—1990), з 1988 був багаторічним тренером окремих спортсменів національної збірної Німеччини. В 1994—1998 тренував таких членів німецької збірної команди як Катя Беєр, Карстен Пумп, Карстен Хейманн. В 1988—2002 паралельно працював персональним тренером багаторазового олімпійського та світового чемпіона Рікко Гроса. Працював другим тренером національної збірної Німеччини, тренером збірних Австрії (2002—2005), Китаю (2006—2008), з сезону 2008/2009 року старший тренер жіночої національної збірної Білорусі.
Був тренером триразової олімпійської чемпіонки Зимових олімпійських ігор 2014 року в Сочі Дарії Домрачевої.